# Stephanie Wilson
Stephanie Diana Wilson (Boston, 27 de setembro de 1966) é uma astronauta norte-americana, tripulante do ônibus espacial Discovery, veterana de três missões do programa do ônibus espacial.
Formada em engenharia aeroespacial pela Universidade de Harvard em 1988, Wilson trabalhou na empresa Martin Marietta, - uma das grandes empresas de desenvolvimento de tecnologia aeronáutica e espacial dos Estados Unidos - como técnica em foguetes e cargas durante vôos espaciais e após este período integrou-se ao Jet Propulsion Laboratory, ligado à NASA, em Pasadena, Califórnia, onde participou da equipe de desenvolvimento e controle da sonda espacial Galileo, que explorou Júpiter no fim dos anos 1990.
Após ser selecionada para a NASA em 1996, Wilson integrou a missão de controle e comunicação de astronautas no espaço (CAPCOM) no Centro Espacial Lyndon B. Johnson, até ir ao espaço em 4 de julho de 2006 como especialista de missão no ônibus espacial Discovery. Este voo teve a duração de 12 dias, 18 horas e 36 minutos, completando 203 voltas em torno da Terra. Foi a missão que marcou o retorno dos ônibus espaciais à ativa após o desastre da nave Columbia, em 2003 (no ano anterior a Discovery havia realizado uma missão, comandada por Eileen Collins, mas a missão enfrentara problemas graves, de modo que a NASA decidira manter suas naves sme voar por mais um ano).
Voltou ao espaço em outubro de 2007 na missão STS-120, no mesma nave Discovery, que acoplou o módulo científico Harmony na estrutura da Estação Espacial Internacional (ISS). Esta missão completou 15 dias no espaço e 238 voltas em torno da Terra.
Wilson foi pela terceira vez ao espaço, em 5 de abril de 2010, como especialista de mssão da STS-131 Discovery, uma missão de manutenção e instalação de equipamentos na ISS. Neste voo de 15 dias de duração e 238 voltas em torno da Terra, Wilson foi um dos tripulantes encarregados de manusear o braço mecânico do ônibus espacial para monitorar seu sistema de proteção térmica com uma câmera de TV. Ao final desta missão, Wilson havia completado quase 43 dias de permanência no espaço, acumulados em três missões. Este recorde a transformou na pessoa afro-americana que mais tempo permaneceu em órbita, entre homens e mulheres.